# سعید صادقی (بازیکن فوتبال)
سعید صادقی (زاده ۵ اردیبهشت ۱۳۷۳ در ساری)، بازیکن فوتبال اهل ایران است که در پست وینگر راست برای باشگاه فوتبال فولاد خوزستان در لیگ برتر خلیج فارس بازی می‌کند.

## عملکرد باشگاهی

### گل‌گهر سیرجان
صادقی در ۶ مهر ۱۳۹۹ با قراردادی یکساله به گل‌گهر پیوست. وی در ۳۱ مرداد ۱۴۰۰ قراردادش را یک سال دیگر تمدید کرد.

### پرسپولیس
صادقی در ۴ تیر ۱۴۰۱ با قراردادی یکساله به پرسپولیس پیوست. با تحمل فشارهای افزوده برای حضور در اردوی تیم ملی که باعث دو مصدومیت پی در پی وی شد او چندین هفته از ترکیب تیمش دور بود و جایگاه خود را در پرسپولیس در خطر می‌دید. اما صادقی از ابتدای سال ۱۴۰۲ توانست بار دیگر در تمرین پرسپولیس حاضر شود که وبگاه خبری ورزش ۳ این را برای حضور او در تیم ملی و ترکیب پرسپولیس امیدوارکننده دانست.

## آمار باشگاهی
تا تاریخ ۱۲ بهمن ۱۴۰۳
| باشگاه             | دسته               | فصل                | لیگ  | لیگ | جام حذفی | جام حذفی | آسیا | آسیا | سوپر جام | سوپر جام | مجموع | مجموع |
| باشگاه             | دسته               | فصل                | بازی | گل  | بازی     | گل       | بازی | گل   | بازی     | گل       | بازی  | گل    |
| ------------------ | ------------------ | ------------------ | ---- | --- | -------- | -------- | ---- | ---- | -------- | -------- | ----- | ----- |
| صبای قم            | لیگ برتر           | ۹۲–۱۳۹۱            | ۴    | ۰   | ۰        | ۰        | –    | –    | –        | –        | ۴     | ۰     |
| مجموع صبای قم      | مجموع صبای قم      | مجموع صبای قم      | ۴    | ۰   | ۰        | ۰        | –    | –    | –        | –        | ۴     | ۰     |
| نیروی زمینی        | لیگ آزادگان        | ۹۳–۱۳۹۲            | ۷    | ۰   | ۰        | ۰        | –    | –    | –        | –        | ۷     | ۰     |
| نیروی زمینی        | لیگ آزادگان        | ۹۴–۱۳۹۳            | ۲۴   | ۶   | ۱        | ۰        | –    | –    | –        | –        | ۲۵    | ۶     |
| مجموع نیروی زمینی  | مجموع نیروی زمینی  | مجموع نیروی زمینی  | ۳۱   | ۶   | ۱        | ۰        | –    | –    | –        | –        | ۳۲    | ۶     |
| مس کرمان           | لیگ آزادگان        | ۹۵–۱۳۹۴            | ۳۰   | ۲   | ۳        | ۲        | –    | –    | –        | –        | ۳۳    | ۴     |
| مجموع مس کرمان     | مجموع مس کرمان     | مجموع مس کرمان     | ۳۰   | ۲   | ۴        | ۲        | –    | –    | –        | –        | ۳۳    | ۴     |
| خونه‌به‌خونه         | لیگ آزادگان        | ۹۶–۱۳۹۵            | ۲۹   | ۰   | ۳        | ۱        | –    | –    | –        | –        | ۳۲    | ۱     |
| مجموع خونه‌به‌خونه   | مجموع خونه‌به‌خونه   | مجموع خونه‌به‌خونه   | ۲۹   | ۰   | ۳        | ۱        | –    | –    | –        | –        | ۳۲    | ۱     |
| پیکان              | لیگ برتر           | ۹۷–۱۳۹۶            | ۴    | ۰   | ۰        | ۰        | –    | –    | –        | –        | ۴     | ۰     |
| مجموع پیکان        | مجموع پیکان        | مجموع پیکان        | ۴    | ۰   | ۰        | ۰        | –    | –    | –        | –        | ۴     | ۰     |
| شهر خودرو          | لیگ برتر           | ۹۷–۱۳۹۶            | ۱۰   | ۰   | ۰        | ۰        | –    | –    | –        | –        | ۱۰    | ۰     |
| شهر خودرو          | لیگ برتر           | ۹۸–۱۳۹۷            | ۲۷   | ۰   | ۱        | ۰        | –    | –    | –        | –        | ۲۸    | ۰     |
| شهر خودرو          | لیگ برتر           | ۹۹–۱۳۹۸            | ۲۸   | ۵   | ۲        | ۰        | ۶    | ۰    | –        | –        | ۳۶    | ۵     |
| مجموع شهر خودرو    | مجموع شهر خودرو    | مجموع شهر خودرو    | ۶۵   | ۵   | ۳        | ۰        | ۶    | ۰    | –        | –        | ۷۴    | ۵     |
| گل‌گهر سیرجان       | لیگ برتر           | ۱۴۰۰–۱۳۹۹          | ۲۸   | ۵   | ۴        | ۰        | –    | –    | –        | –        | ۳۲    | ۳     |
| گل‌گهر سیرجان       | لیگ برتر           | ۰۱–۱۴۰۰            | ۳۰   | ۷   | ۲        | ۰        | –    | –    | –        | –        | ۳۲    | ۷     |
| مجموع گل‌گهر سیرجان | مجموع گل‌گهر سیرجان | مجموع گل‌گهر سیرجان | ۵۸   | ۱۰  | ۶        | ۰        | –    | –    | –        | –        | ۶۴    | ۱۰    |
| پرسپولیس           | لیگ برتر           | ۰۲–۱۴۰۱            | ۲۴   | ۶   | ۳        | ۰        | –    | –    | –        | –        | ۲۷    | ۶     |
| پرسپولیس           | لیگ برتر           | ۰۳–۱۴۰۲            | ۲۶   | ۱   | ۱        | ۰        | ۶    | ۲    | –        | –        | ۳۳    | ۳     |
| پرسپولیس           | لیگ برتر           | ۰۴–۱۴۰۳            | ۹    | ۱   | ۱        | ۰        | ۴    | ۰    | ۰        | ۰        | ۱۴    | ۱     |
| مجموع پرسپولیس     | مجموع پرسپولیس     | مجموع پرسپولیس     | ۵۹   | ۸   | ۵        | ۰        | ۱۰   | ۲    | –        | –        | ۷۴    | ۱۰    |
| مجموع آمار         | مجموع آمار         | مجموع آمار         | ۲۸۰  | ۳۱  | ۲۱       | ۳        | ۱۶   | ۲    | ۰        | ۰        | ۳۱۷   | ۳۶    |

## دوران ملی

### ایران
سعید صادقی، سال ۲۰۲۲ به تیم ملی فوتبال ایران دعوت شد که همان سال در اردوی تیم ملی مصدوم شد.

## افتخارات

### باشگاهی

#### پرسپولیس
- لیگ برتر خلیج فارس
  - قهرمان (۲): ۰۲–۱۴۰۱، ۰۳–۱۴۰۲
- جام حذفی فوتبال ایران
  - قهرمان (۱): ۰۲–۱۴۰۱
- سوپر جام فوتبال ایران
  - قهرمان (۱): ۱۴۰۲

### فردی

#### گل‌گهر
- بهترین پاسور فصل لیگ برتر خلیج فارس (۱): ۱۴۰۱–۱۴۰۰
- تیم منتخب نیم‌فصل اول لیگ برتر خلیج فارس (۱): ۱۴۰۱–۱۴۰۰[۱۳]
- تیم منتخب فصل لیگ برتر خلیج فارس (۱): ۱۴۰۱–۱۴۰۰[۱۴]